# Dino 246
La Dino 246, anche nota come Ferrari Dino 246, è un'autovettura a motore centrale-posteriore stradale (evoluzione del modello 206 GT) costruita tra il 1969 e il 1973 dalla casa automobilistica italiana Ferrari.

## Nome
Il nome Dino era in omaggio allo scomparso figlio di Enzo Ferrari mentre la sigla 246 indicava la cilindrata di 2,4 litri ed il numero di cilindri 6 con disposizione a V. Questa denominazione, ereditata dalla precedente 206, venne ripresa anche dalle successive 208 e 308 GT4.

## Il contesto

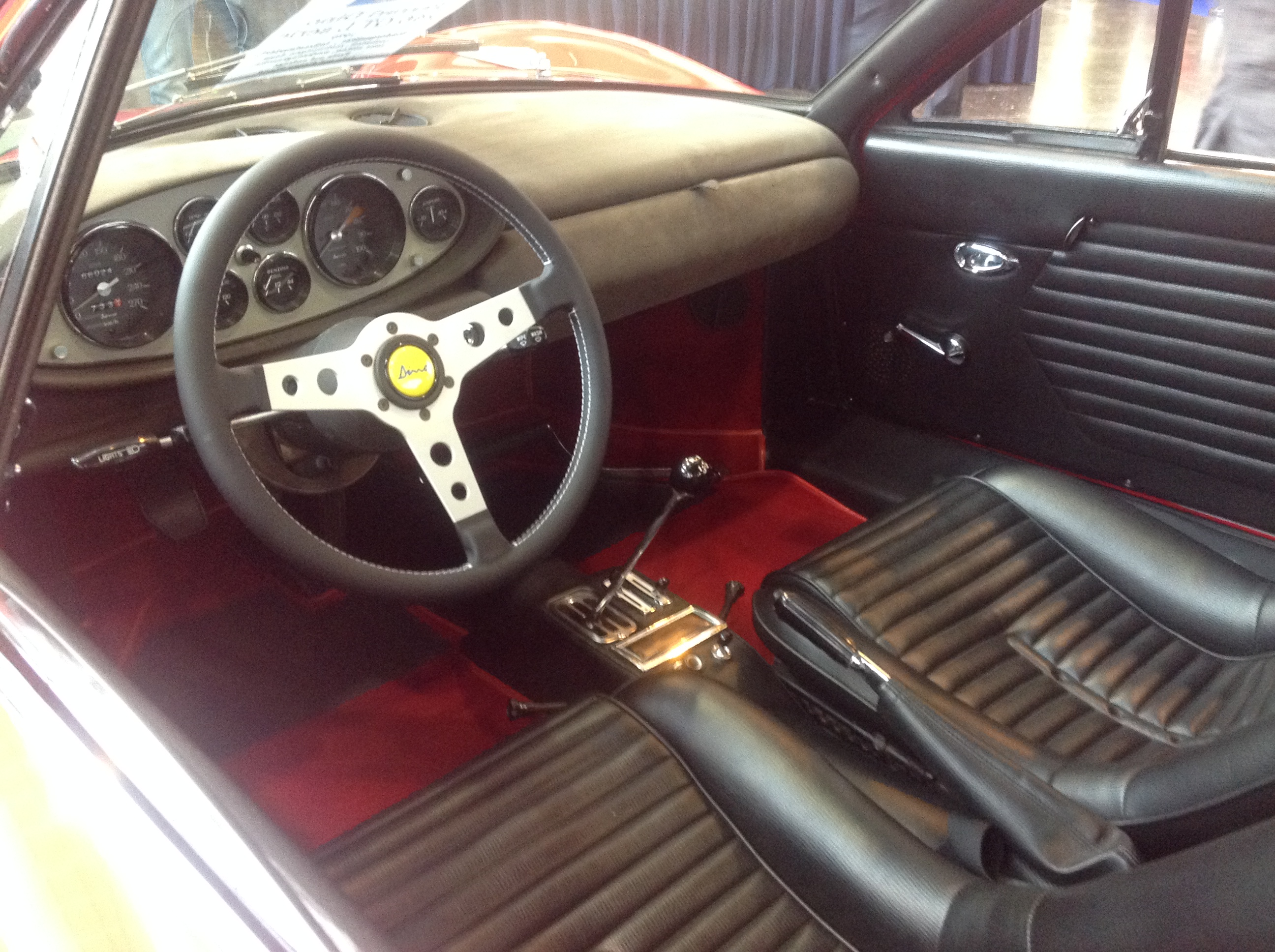
Abitacolo di una Dino 246 GT

La Dino 246 venne prodotta in diverse versioni sia coupé (GT) che spider (GTS) tra il 1969 e il 1973. La 246 era la naturale evoluzione della precedente 206 dalla quale differiva sotto molti punti di vista. La carrozzeria fu ideata dal designer della Pininfarina Aldo Brovarone ed il motore era derivato dall'ultimo propulsore sportivo progettato da Alfredo Ferrari, scomparso nel 1956. Si trattava di un V6 di 65° trasversale, primo motore di questo tipo montato su un veicolo della casa di Maranello che aveva, fino ad allora, sempre preferito propulsori a 12 cilindri.
Per questo venne considerata una sorta di "baby" Ferrari, ma le sue prestazioni e il suo comportamento stradale erano paragonabili a quelli di modelli con motori più frazionati ed il pubblico ne decretò il successo con una produzione di 2487 esemplari, numeri importanti per quel periodo.
La vettura era infatti capace di raggiungere i 235 km/h e di coprire lo scatto da 0 a 100 km/h in 7,2 secondi.

## Il modello

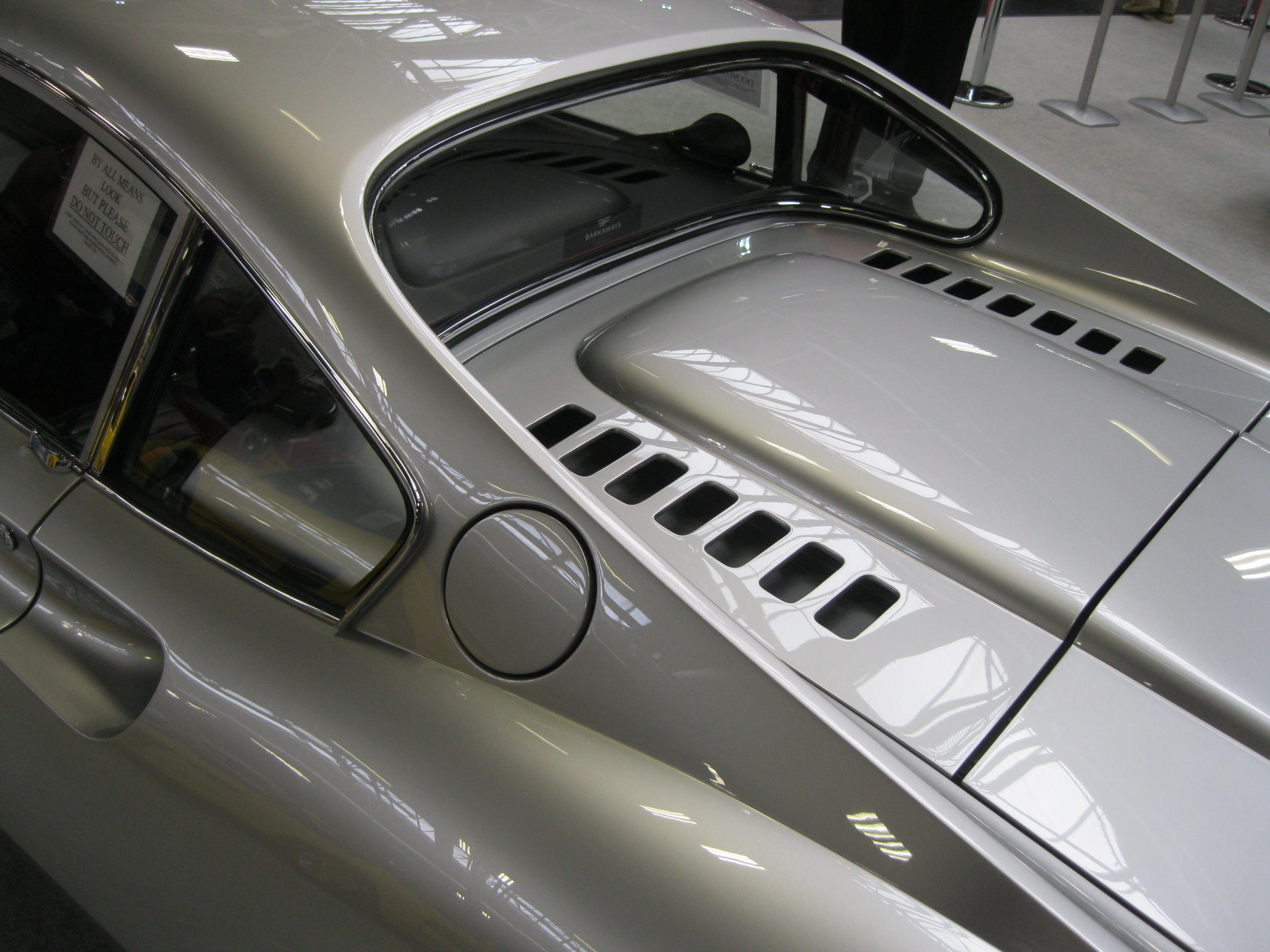
Dettaglio posteriore del vano motore e del lunotto di una 246 GT

La 246 venne presentata al Salone di Torino nel 1969 principalmente per competere con la Porsche 911, una sportiva più evoluta della 206, e anche per omologare il più possibile la meccanica con quella della coeva, e dotata dello stesso motore, Fiat Dino. Questo modello affinava rendendo più fruibile l'antenata 206 in molte parti.
Il motore venne modificato adottando un blocco motore in ghisa, più pesante ma anche più robusto e meno sensibile alle vibrazioni e venne aumentata la cilindrata da 2000 a 2400 cm³, aumentando l'alesaggio e la corsa. Tutto ciò portò ad un aumento di potenza fino a 195 CV a 7600 giri/min e la coppia a 24,1 Kgm a 5500 giri/min.
Anche la carrozzeria venne modificata non tanto nella linea quanto nei dettagli, come il tappo del serbatoio non più esterno cromato ma incassato e coperto da uno sportellino in tinta, e nel materiale, infatti la scocca della 246 è realizzata in acciaio, con solo porte e cofani in alluminio, pur rimanendo assemblata dalla Scaglietti a Modena. Poi la vettura aumentò di dimensioni con il passo più lungo di 58 mm, la lunghezza totale maggiore di 90 mm e l'altezza di 76 mm. Tutto ciò aumentò l'abitabilità e l'accessibilità al vano motore per le operazioni di manutenzione ordinaria e straordinaria.

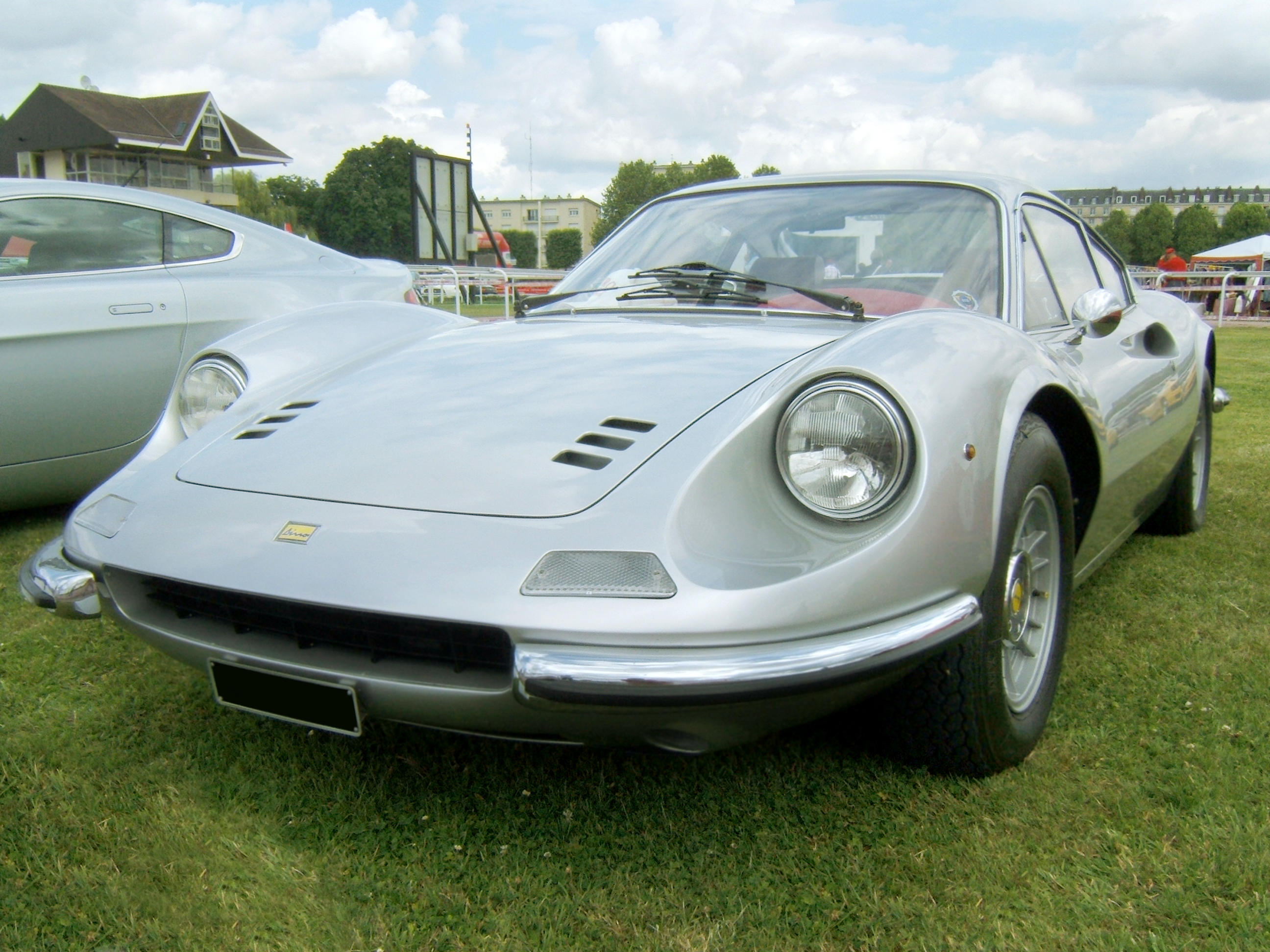
Frontale di una Dino 246 GT "E" del 1972

Tutte queste modifiche aumentarono il peso della vettura di 203 kg, tutto ciò non inficiava più di tanto sulle prestazioni grazie al corrispettivo aumento di potenza messa a disposizione dal nuovo motore.
La Dino 246 GT venne prodotta in 3 versioni durante il corso degli anni. La prima fu la versione "L" costruita tra il 1969 e il 1971 che manteneva il fissaggio a "gallettone" delle ruote sul nuovo telaio allungato. Nel 1971 venne lanciata la versione "M" con nuovi cerchi in lega con fissaggio a 5 bulloni e gomme 205/70 VR 14, carreggiata posteriore più larga di 30 mm e nuovi freni a disco ATE insieme a nuovi interni più accessoriati. Nel 1972 fu lanciata la definitiva versione "E" che aveva invece diversi carburatori Weber doppio corpo DCNF/13 e paraurti leggermente diversi e più spigolosi.

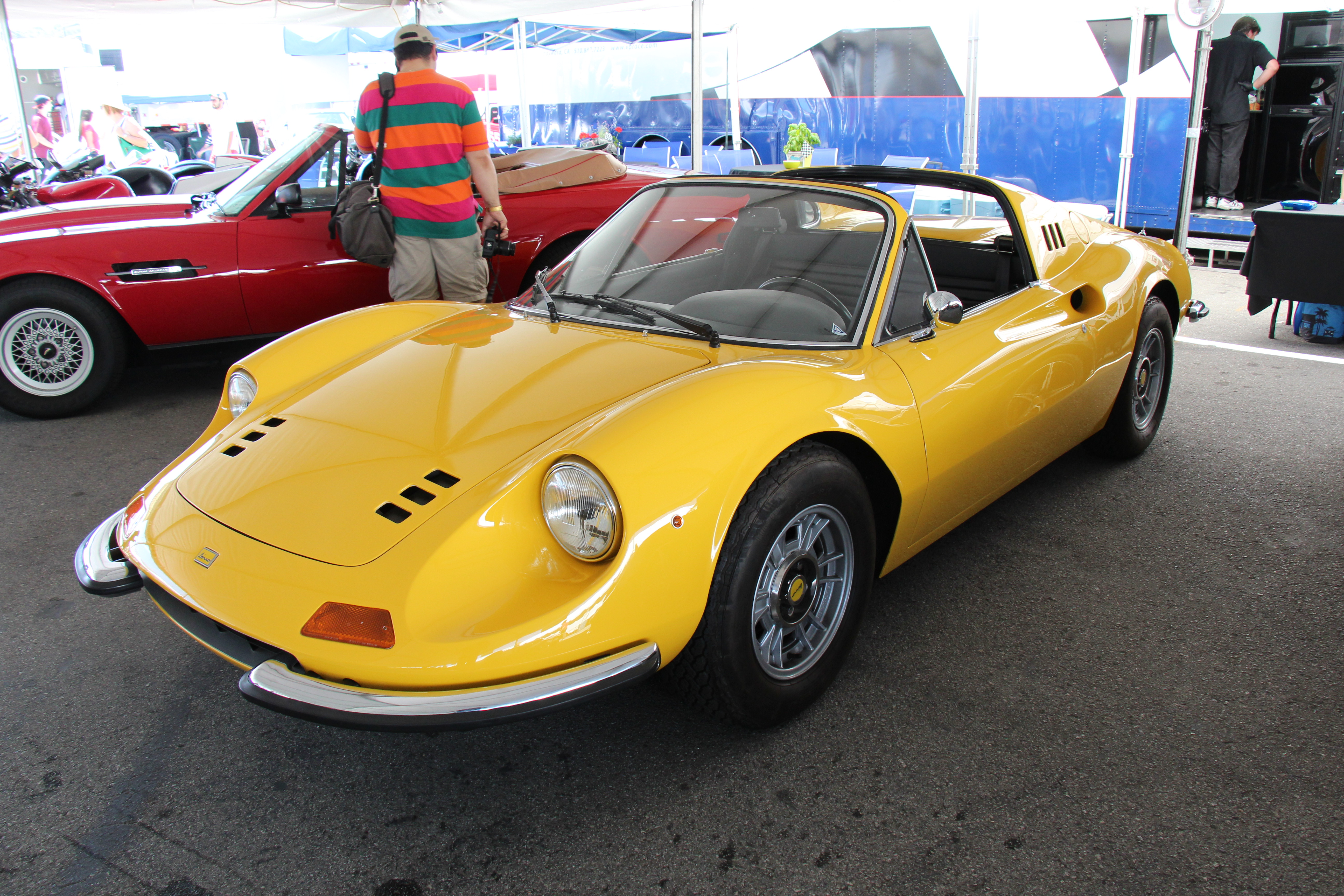
Dino 246 GTS del 1972

Proprio sulla base della "E" nel 1972 venne svelata la versione spider della Dino, la 246 GTS. Questa differiva dalla versione GT per il tettuccio rigido asportabile tipo "Targa" e un disegno diverso del padiglione con tre feritoie di sfogo per l'aria dell'abitacolo. Questa versione fu prodotta in 1274 esemplari.
Nel 1973 uscì dal listino della casa, sostituita, nella serie Dino, dalle Dino 208 GT4 e 308 GT4 disegnata invece da Bertone.

## Antenate da competizione
Il motore V6 della Ferrari Dino 246 nasceva da esperienze in corsa negli anni 60. Furono prodotte diverse monoposto dotate di motore Dino tra cui la Ferrari Dino 246 S del 1960, mentre l'anno successivo fu approntata la Ferrari 246 SP e addirittura in tre esemplari fra il 1968 e il 1969 furono prodotte le Ferrari Dino 246 Tasmania.

## Altri modelli
Il motore Dino V6 a 65° non equipaggiava solo la Dino 246 GT ma anche altre 3 auto molto famose del periodo, la Lancia Stratos e la Fiat Dino Coupé di Bertone e la Fiat Dino Spider di Pininfarina, sebbene queste ultime due avevano il motore in posizione longitudinale, mentre la Stratos in posizione trasversale proprio come la Dino 246 GT. 
Nel 1967 la FIA impose di usare per la F2 un motore di serie che fosse stato prodotto in almeno 500 esemplari, per raggiungere tali cifre produttive, impensabili per la Ferrari, Enzo Ferrari sottoscrisse un accordo con Gianni Agnelli e la FIAT. Fu così che nacquero le Fiat Dino coupé di Bertone e spider di Pininfarina. La Lancia riuscì ad utilizzare il motore Dino sulla Stratos in cambio della partecipazione di Sandro Munari alla Targa Florio del 1972 per la Ferrari.